# LATAM Airlines Paraguay
Transportes Aéreos del Mercosur S.A. ist eine paraguayische Fluggesellschaft, die als LATAM Airlines Paraguay am Markt auftritt. Sie ist eine Tochtergesellschaft der LATAM Airlines Group, die 2012 aus der Fusion der chilenischen Fluggesellschaft LAN Airlines mit der brasilianischen TAM Linhas Aéreas entstand.

## Geschichte

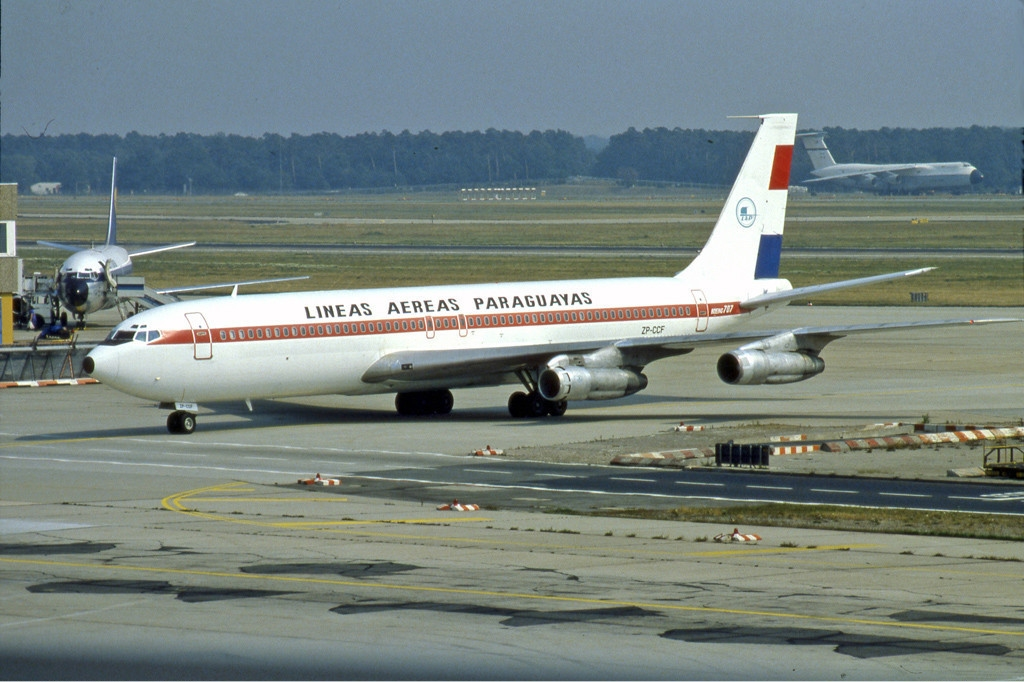
Boeing 707 der Lineas Aéreas Paraguayas, Frankfurt 1983

Der Ursprung der Fluggesellschaft ist die ehemals staatliche Lineas Aéreas Paraguayas (LAP), die 1962 gegründet wurde und 1963 ihren Flugbetrieb aufnahm. Sie änderte ihren Namen, als die TAM-Gruppe im September 1996 die Mehrheit übernahm.
1994 gründete Comandante Rolim, der Präsident der brasilianischen TAM, in Paraguay die Fluglinie ARPA – Trans America Línea Aérea S.A. Am 1. September 1996 erwarb er 80 % der staatlichen LAP (Líneas Aéreas Paraguayas). Aus dem Zusammenschluss von ARPA und LAPSA entstand die TAM Mercosur, an der der paraguayische Staat zu 20 % beteiligt ist. 2008 wurde der Name in TAM Airlines geändert, die Firmenstruktur blieb unverändert.

## Flotte
Mit Stand März 2015 besteht die Flotte der LATAM Airlines Paraguay aus fünf Airbus A320-200, welche von der Muttergesellschaft LATAM Linhas Aéreas betrieben werden.